# Analiza circuitelor rezistive
O rețea, în contextul electronicii, este o colecție de componente interconectate. Analiza circuitului este procesul de aflare a tensiuniilor în noduri și a curențiilor între noduri. Exista mai multe metode tehnice de realizare a analizei circuitelor. În majoritatea analizei se presupune că toate componentele rețelei sunt liniare. Metodele expuse mai jos, sunt aplicabile doar circuitelor liniare.